# Фрейзер, Джон (футболист)
Джо́н Фре́йзер (англ. John Fraser; 2 марта 1936, Эдинбург — 17 марта 2025) — шотландский футболист, играл на позиции нападающего.

## Биография
Большую часть карьеры играл за «Хиберниан», за который сыграл во всех турнирах 275 матчей. Затем он перешёл в «Стенхаусмюир», за который сыграл 7 матчей.
После окончания карьеры работал в «Хиберниане» сначала возглавлял резервную команду. Затем он работал в главной команде на должности помощника главного тренера Боба Шенкли. Затем он был помощником Уилли Макфарлейна и Эдди Тернбулла.
В 2012 году за признание заслуг был включён в Зал славы Хиберниана.
Скончался 17 марта 2025 года в возрасте 89 лет.